# Muschampia
Muschampia es un género de lepidópteros ditrisios de la subfamilia Pyrginae  dentro de la familia Hesperiidae.

## Especies
- Muschampia antonia (Speyer, 1879).
- Muschampia cribrellum (Eversmann, 1841)
- Muschampia gigas (Bremer, 1864).
- Muschampia kuenlunus (Grum-Grshimailo, 1893).
- Muschampia leuzeae (Oberthür, 1881) —
- Muschampia lutulenta (Grum-Grshimailo, 1887).
- Muschampia mohammed (Oberthür, 1887)
- Muschampia musta Evans, 1949
- Muschampia nobilis (Staudinger, 1882).
- Muschampia nomas (Lederer, 1855).
- Muschampia plurimacula (Christoph, 1893).
- Muschampia poggei (Lederer, 1858).
- Muschampia prometheus (Grum-Grshimailo, 1890).
- Muschampia proteus (Staudinger, 1886).
- Muschampia protheon (Rambur, 1858).
- Muschampia proto Ochsenheimer, 1808
- Muschampia staudingeri (Speyer, 1879).
- Muschampia tersa Evans, 1949.
- Muschampia tessellum (Hübner, 1803)